# پروومایسکویه (شهرستان خایبولینسکی، باشقیرستان)
پروومایسکویه (انگلیسی: Pervomayskoye, Khaybullinsky District, Republic of Bashkortostan) یک شهرک در شهرستان خایبولینسکی استان باشقیرستان کشور روسیه است.